# Вовчкові
Вовчкові, або соневі (Gliridae) — одна з родин ряду гризунів (Rodentia), клас ссавців (Mammalia), представники групи вовчковиді з підряду вивірковиді. Родина містить 9 сучасних родів і 30 видів. Представники родини поширені в Старому Світі: Африка, Європа, Азія. Довжина голови й тулуба від 6 до 19 см, а хвоста — від 4 до 16 см, маса — від 15 до 180 г. Очі великі, а вуха малі й круглі. Хвіст довгий і пухнастий. Кінцівки відносно короткі; лапи широкі; пальці з короткими, вигнутими кігтями. Є чотири функціональні пальці на передніх лапах і п'ять на задніх. Тіло вкрите густим, м'яким хутром; деякі види мають характерні чорні мітки на обличчі. Деревні види мають добре розвинені подушечки пальців.

## Таксономія
Родину інколи наводять як «Myoxidae Zimmermann, 1780», проте ця назва є молодшим синонімом. Нерідко родину вовчкових розглядають як окремий підряд гризунів, Gliromorpha — вовчковиді. Родинні стосунки вовчків (Gliridae) з іншими групами також трактують суперечливо: їх зближують то з Muroidea, то з Sciuroidea, проте останнім часом переважає саме друга точка зору (див. Wilson, Reeder, 2005).
У мірилі фауни України систематичні взаємини родини вовчкових на сьогодні розглядають так:
- підряд Sciuromorpha — вивірковиді
  - надродина Sciuroidea — вивіркуваті (родина Sciuridae)
  - надродина Gliroidea — вовчкуваті (родина Gliridae — вовчкові)
- підряд Castorimorpha — бобровиді
  - надродина Castoroidea — бобруваті (родина Castoridae)
- підряд Myomorpha — мишовиді
  - надродина Dipodoidea — стрибакуваті (родини Sminthidae, Allactagidae, Dipodidae)
  - надродина Muroidea — мишуваті (родини Spalacidae, Cricetidae, Arvicolidae, Muridae)
- підряд Hystricomorpha — кавієвиді
  - надродина Cavioidea — кавіюваті (родини Caviidae, Myocastoridae)

## Склад родини
У родині 9 родів, які розподіляються за 3 підродинами — графіурових, соневих, селевінієвих і вовчкових.
- підродина графіурові — Graphiurinae
  - Графіура, або «африканська соня» (Graphiurus), види: Graphiurus christyi, Graphiurus crassicaudatus, Graphiurus hueti, Graphiurus kelleni, Graphiurus lorraineus, Graphiurus microtis, Graphiurus monardi, Graphiurus murinus, Graphiurus ocularis, Graphiurus olga, Graphiurus parvus, Graphiurus platyops, Graphiurus rupicola, Graphiurus surdus

- підродина соневі — Leithiinae
  - рід соня (Dryomys Thomas, 1906), види: Dryomys laniger, Dryomys nitedula, Dryomys sichuanensis
  - рід жолудниця, або садова соня (Eliomys Wagner, 1843), види: Eliomys melanurus, Eliomys munbyanus, Eliomys quercinus
  - рід мишовидна соня (Myomimus), види: Myomimus personatus, Myomimus roachi, Myomimus setzeri

- підродина селевінієві — Seleviniinae (нерідко розглядають у складі Leithiinae)
  - рід селевінія (Selevinia), види: Selevinia betpakdalaensis

- підродина вовчкові — Glirinae
  - рід японська соня (Glirulus): види: Glirulus japonicus
  - рід ліскулька (Muscardinus, види: Muscardinus avellanarius
  - рід вовчок (Glis), види: Glis glis

### Родина у фауні України
У фауні України родина вовчкових представлена 4-ма видами 4-х родів:
- рід Glis Brisson, 1762 — вовчок (типовий рід: Sciurus glis Linnaeus, 1766; монотипний рід)
  - вид Glis glis (Linnaeus, 1766) — вовчок сірий
- рід Muscardinus Kaup, 1829 — ліскулька (типовий вид: Mus avellanarius L., 1758; монотипний рід)
  - вид Muscardinus avellanarius (Linnaeus, 1758) — ліскулька руда
- рід Dryomys Thomas, 1906 — соня (типовий вид: Mus nitedula Pallas, 1779; в роді 2 види)
  - вид Dryomys nitedula (Pallas, 1779) — соня лісова
- рід Eliomys Wagner, 1843 — жолудниця (типовий вид: Eliomys melanurus Wagner, 1839; в роді два види)
  - вид Eliomys quercinus (Linnaeus, 1766) — жолудниця європейська, або «садова соня».

## Поширення
Види родини вовчкових поширені в межах Палеарктики: у Північній Африці, Європі, Малій Азії на схід до Алтаю, Північно-західного Китаю і Японії.
У Європі зустрічаються по всій її території, на північ до Скандинавії. В Україні мешкають по всій лісовкритій території, окрім Гірського Криму.
Види роду Graphiurus (14 видів) ізольовано зустрічаються в Африці на південь від Сахари.
Тварини населяють помірні, субтропічні та тропічні ліси, чагарники, савани, береги річок і струмків, скелясті виходи, сади, сільськогосподарські угіддя та пустельні чагарники.

## Поведінка
Gliridae — швидкі і спритні альпіністи, які займають дерева, чагарники, виходи скельних порід. Ці гризуни всеїдні, здатні вбивати дрібних птахів і великих комах. У районах з помірним кліматом, тварини зимують в зимовий період і можуть мати сезонну надземну діяльність протягом лише 4 — 6 місяців. Якщо осінь з низькою доступністю їжі, самці Gliridae сплять з мінімальними жировими запасами і можуть відмовитися від відтворення навесні для того, щоб поповнити свої запаси енергії. Унікальною особливістю Gliridae є їх здатність втрачати і відновлювати хвіст.

## Ознаки родини і родів
За «Польовим визначником дрібних ссавців» (2002), відмінності вовчкових від інших гризунів фауни України та відмінності родів один від одного полягають у наступному:
- Увесь хвіст вкритий довгим густим волоссям, часто розпушеним на верхівці в боки. Передні кінцівки чотирипалі. Зовнішні пальці на обох кінцівках довгі і чіпкі. Ступні широкі з великими мозолями. >>> родина вовчкових;
- Хвіст вкритий обрідним коротким волоссям, що не виглядає розчесаним на обидва боки. Передні кінцівки п'ятипалі. Зовнішні пальці на обох кінцівках короткі і не чіпкі. Ступні вузькі, мозолі на них невеликі. >>> інші родини гризунів.

Відмінності родів (і видів), поширених в Україні, такі:
1 — визначення підродин: 

- Через око від носа до вуха йде чорна смуга; кінчик хвоста знизу білий. Розміри середні, довжина тіла дорослих в межах 90-140 мм. >>> підродина чорнооких вовчків (Leithiinae), >>> теза 2
- Забарвлення тіла однотонне, сіро-буре, без чорної плями навколо очей. Розміри або великі, або малі: довжина тіла до 95 або до 180 мм. >>> підродина однобарвних вовчків (Glirinae), >>> теза 3

2 — визначення родів і видів Leithiinae (чорноокі вовчкові): 

- Довжина тіла 90-110 мм, лапка 20-23 мм. Чорна пляма навколо ока не досягає вуха і підходить до нього вузькою смугою. Вуха короткі і, притиснуті до щоки, не досягають ока, вкриті густим волоссям. Весь хвіст вкритий коротким волоссям без китиці. >>> рід соня, Dryomys (вид соня лісова, Dryomys nitedula)
- Довжина тіла 110–140 мм, лапка 23-26 мм. Скронева чорна пляма заходить за вухо широким полем. Вуха довгі і вузькі, притиснуті до щоки, досягають ока; вкриті обрідним волоссям. Кінчик хвоста на 1/3 охоплений широкою китицею. >>> рід жолудниця, Eliomys (вид жолудниця європейська, Eliomys quercinus)

3 — визначення родів і видів Glirinae (однобарвні вовчкові): 

- Забарвлення вохристо-іржаве. Розміри малі: довжина тіла не перевищує 100 мм. Хвіст 60-75 мм, круглий і густо вкритий коротким (до 5 мм) одноманітним волоссям. >>> рід ліскулька, Muscardinus (вид ліскулька руда, Muscardinus avellanarius)
- Забарвлення попелясто-сіре. Розміри великі: довжина тіла понад 125 мм (до 175). Хвіст 100–150 мм, виглядає плескатим через довге (до 10 мм) розчесане у боки волосся. >>> рід вовчок, Glis (вид вовчок сірий, Glis glis).

| Зубна формула     |
| ----------------- |
| I 1 C 0 P 0-1 M 3 |
| I 1 C 0 P 0-1 M 3 |

## Охорона вовчкових
Один з наявних в Україні видів — жолудниця європейська (Eliomys quercinus) — має статус зникаючого і внесена до «Червоної книги України».
2013 рік, згідно з рішенням Теріологічної школи, оголошено «Роком вовчків (Gliridae) в Україні».